# 알프레트 브렌델
알프레트 브렌델(독일어: Alfred Brendel, 1931년 1월 5일 ~ 2025년 6월 17일)은 모차르트, 슈베르트, 쇤베르크 및 베토벤의 연주로 유명한 오스트리아의 피아니스트, 시인, 작가 및 강사이다.
브렌델은 체코슬로바키아에서 태어났다. 그들은 6살 때 유고슬라비아로 이주했고 그곳에서 소피자 데셀리치와 피아노 레슨을 시작했다. 그는 나중에 오스트리아의 그라츠로 이주하여 그라츠 음악원에서 작곡을 공부했다.
전쟁이 끝난 후, 브렌델은 피아노를 계속 치고 글을 쓰고 그림을 그리며 음악을 작곡했다. 하지만, 그는 더 이상 공식적인 피아노 레슨을 받은 적이 없었고, 비록 에드빈 피셔와 에두아르트 스토이어만의 마스터클래스를 들었지만, 그는 16세 이후에 대부분 독학으로 배웠다.
브렌델은 17세의 나이에 그라츠에서 첫 공개 리사이틀을 열었다. 요한 제바스티안 바흐, 요하네스 브람스, 프란츠 리스트의 푸가 작품들뿐만 아니라, 그것은 브렌델 자신의 소나타를 포함하고 있었다. 1949년 그는 이탈리아 볼자노에서 열린 페루치오 부소니 피아노 콩쿠르에서 4등을 했다. 그 후 그는 유럽과 라틴 아메리카 전역을 순회하며 천천히 경력을 쌓았고 폴 바움가르트너, 에두아르트 스토이어만, 에드빈 피셔의 몇몇 마스터 클래스에 참가했다.
1952년, 21세의 나이에, 그는 그의 첫 번째 솔로 음반을 만들었다. 그의 첫 번째 협주곡인 세르게이 프로코피예프의 피아노 협주곡 5번은 몇 년 전에 만들어졌다. 그는 계속해서 베토벤 피아노 소나타 세 곡을 포함한 일련의 다른 음반들을 만들었다. 그는 또한 리스트, 브람스, 로베르트 슈만, 특히 프란츠 슈베르트의 작품을 녹음했다. 알프레드 브렌델의 중요한 컬렉션은 네빌 마리너 경과 세인트 마틴 인 더 필즈 아카데미와 함께 녹음된 모차르트 피아노 협주곡으로 필립스 180CD의 모차르트 판에 수록되어 있다. 그는 프레데리크 쇼팽의 음악을 거의 연주하지 않았다.
브렌델은 Vox 레이블에 광범위하게 녹음했고, 베토벤 소나타 전집 또한 녹음되었다. 그의 돌파구는 그 다음 날 런던의 퀸 엘리자베스 홀에서 베토벤의 리사이틀을 마친 후였고, 그 다음 날 3개의 주요 음반사가 그의 대리인을 불렀다. 이 무렵 그는 여전히 그가 살고 있는 런던의 햄프스테드로 이사했다. 1970년대 이후, 브랜델은 필립스 클래식 레코드에서 녹음했다. 브렌델은 유럽, 미국, 남미, 일본, 호주에서 많은 투어를 마쳤다. 그는 비엔나와 베를린 필하모닉 오케스트라와 특별히 긴밀한 관계를 맺고 있었지만, 미국과 다른 곳의 모든 주요 오케스트라와 정기적으로 연주를 했다. 브렌델은 베토벤 소나타와 협주곡의 많은 사이클을 연주해왔고, 나중에 큰 홀을 계속해서 채울 수 있는 몇 안 되는 피아니스트 중 한 명이었다. 그는 비엔나 필하모닉의 명예 회원상을 받은 세 번째 피아니스트이며 베를린 필하모닉으로부터 한스 폰 뵐로 메달을 받았다.